# Canadá na Segunda Guerra Mundial

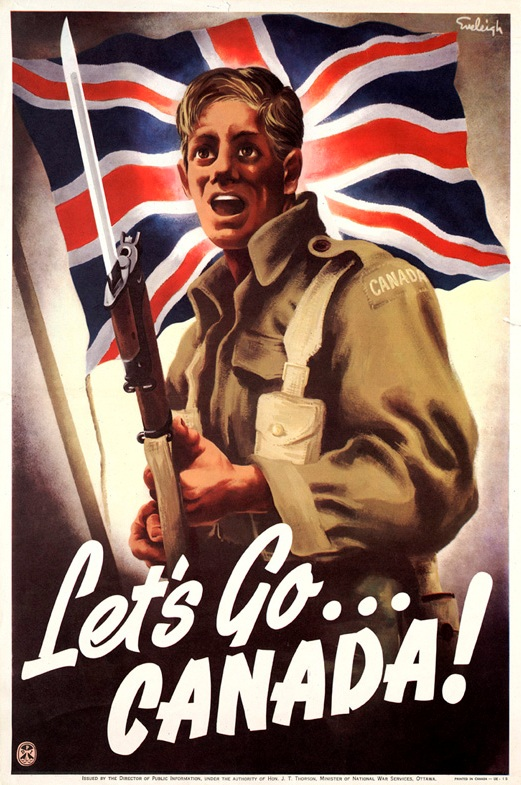
Vamos, Canadá! por Henri Eveleigh 1939-1945

O Canadá, como colônia britânica, entrou na Segunda Guerra Mundial em 1 de setembro de 1939, com a invasão alemã da Polônia. As Forças Armadas do Canadá estiveram presentes em quase todos os teatros de guerra, sendo os principais: o da Itália, o do noroeste da Europa e do Atlântico Norte. Ao todo, cerca de 1,1 milhão de soldados canadenses participaram da guerra, com aproximadamente 42.000 mortos e outros 55.000 feridos. Durante a guerra, o Canadá sofreu ataques diretos na Batalha de São Lourenço e um bombardeio destruíu um farol em Estevan Point, na Colúmbia Britânica.
Estima-se que o custo financeiro da guerra para o Canadá foi entorno de 21,8 bilhões de dólares entre 1939 e 1950. No final da guerra, o Canadá possuía a quarta maior força aérea do mundo, e a quinta maior marinha. A Marinha Mercante Canadense realizou mais de 25.000 viagens através do Atlântico e 130.000 pilotos aliados foram treinados no Canadá no âmbito do Plano de Treinamento Aéreo da Commonwealth Britânica. No dia D, 6 de junho de 1944, a 3.ª Divisão de Infantaria Canadense desembarcou na praia "Juno", na Normandia, em conjunto com as forças aliadas.  
A Segunda Guerra Mundial teve efeitos culturais, políticos e econômicos significativos no Canadá, incluindo a crise de recrutamento em 1944, que afetou a unidade entre francófonos e anglófonos. Apesar de tudo, o esforço de guerra fortaleceu a economia canadense e o fez um país mais importante a nível global.

## Declaração de guerra

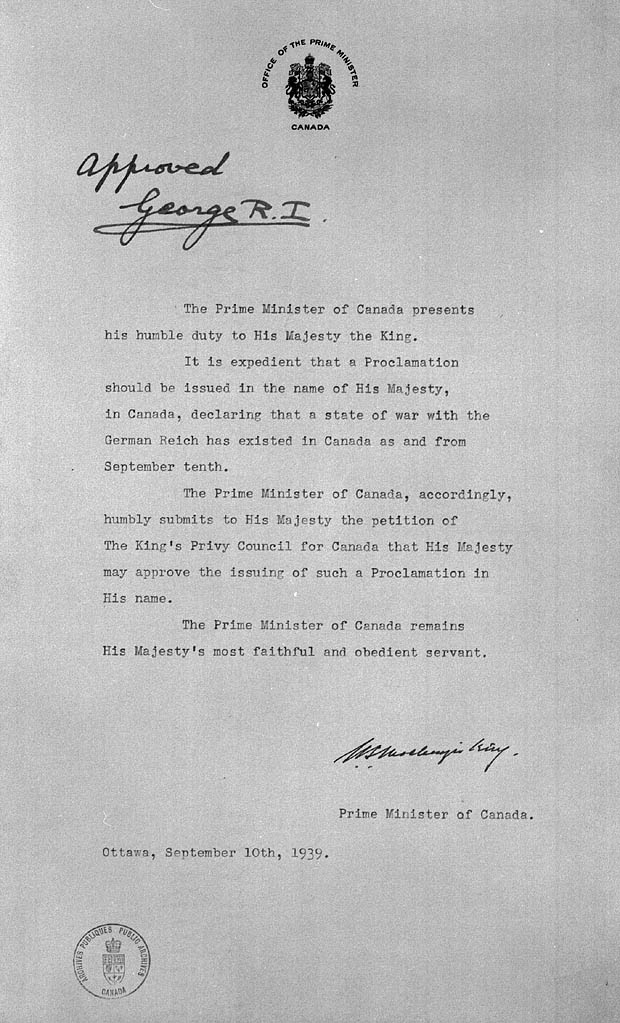
Pedido de aprovação da declaração de guerra do Canadá para com a Alemanha, 10 de setembro de 1939.

Quando o Reino Unido declarou guerra ao Império Alemão em agosto de 1914, o Canadá era um domínio do Império Britânico com controle apenas sobre assuntos internos, tendo ingressado automaticamente na Primeira Guerra Mundial. Após a guerra, o governo canadense queria evitar a repetição desse ingresso repentino e automático em qualquer outro conflito.
O Estatuto de Westminster de 1931, deu ao Canadá autonomia na política externa. Quando a Grã-Bretanha entrou na Segunda Guerra Mundial, em setembro de 1939, alguns especialistas sugeriram que o Canadá ainda estava vinculado à declaração de guerra da Grã-Bretanha, porque as duas nações tinham o monarca em comum, mas o Primeiro Ministro King novamente disse que "o Parlamento decidirá".
Em 1936, King havia dito ao Parlamento: "Nosso país está sendo atraído para situações internacionais em um grau que eu próprio acho alarmante". Tanto o governo quanto a população permaneceram relutantes em participar de uma guerra classificada como "europeia", em parte por causa da crise de conscrição de 1917. Numa ação conjunta, King e Robert James Manion (líder da oposição) se mostraram contra o recrutamento de tropas para o serviço no exterior em março de 1939. No entanto, King sempre deixou claro sua posição em ajudar o Império Britânico, os Estados Unidos o fazendo ou não. Em agosto de 1939, seu gabinete, juntamente com os canadenses franceses, uniu-se a causa pré-guerra de maneira a não participar da Conferência de Munique. Apesar do ferrenho repúdio aos iideais nazistas, ainda havia expectativa de uma participação mais discreta na então possível guerra.
Estava bem clara, dentro do cenário diplomático, a posição do Canadá frente a Invasão da Polônia em 1 de setembro de 1939. Apenas quatro dias após o Reino Unido declarar guerra, em 3 de setembro de 1939, o Parlamento foi chamado para uma sessão especial em que King e Manion demonstraram seu apoio para com a declaração de guerra.
Ao contrário de 1914, quando a guerra surpreendeu, o governo havia preparado medidas para controle de preços, racionamento e censura, e a Lei de Medidas de Guerra de 1914 foi re-invocada. Após dois dias de debate, a Câmara dos Comuns aprovou um discurso em resposta ao discurso do trono em 9 de setembro de 1939, dando autoridade para declarar guerra ao governo de King. O Senado também aprovou a lei naquele dia. O Rei George VI aprovou a declaração de guerra do Canadá com a Alemanha em 10 de setembro. O Canadá também declarou guerra à Itália (11 de junho de 1940), Japão (7 de dezembro de 1941) e outras potências do Eixo.

## Esforço de guerra
Embora o Canadá fosse o domínio mais antigo da Coroa Britânica, eram encontradas dificuldades ao entrar na guerra. O país, á época, que possuía uma população entre 11 e 12 milhões, acabou por mobilizar forças armadas muito numerosas. Cerca de 10% de toda a população canadense se juntou ao exército, grande parte voluntariamente, com apenas uma pequena parcela recrutada. Após a longa e desgastante Grande Depressão da década de 1930, a Segunda Guerra Mundial acelerou o processo de industrialização e urbanização do Canadá.
O Canadá seguiu informalmente a Regra Britânica dos Dez Anos, que reduziu os gastos com defesa mesmo depois que a Grã-Bretanha o concedeu a independência em 1932. Depois de quase 8 anos de negligência, as Forças Armadas do Canadá eram pequenas, mal equipadas e, em grande parte, despreparadas para a guerra em 1939. O governo de King começou a aumentar os gastos em 1936, mas o aumento foi impopular. O governo o descreveu como primariamente sendo para defesa nacional, e com uma guerra no exterior, se tornaria "uma responsabilidade secundária deste país, embora possivelmente exija muito esforço final". A Crise de Sudeten em 1938 fez com que os gastos anuais quase dobrassem. No entanto, em março de 1939, a Milícia Ativa Permanente (Tropas ativas) tinha apenas 4.169 oficiais e homens, enquanto a Milícia Ativa Não Permanente (Tropas reservas) era de 51.418, todos armados com equipamento excedente já obsoleto da Primeira Guerra Mundial. Em março de 1939 a Marinha Real Canadense tinha 309 oficiais e 2967 classificações navais , e a Força Aérea Real Canadense possuía 360 oficiais e 2797 pilotos.
Ainda em 1939, o vice-secretário de Estado para Assuntos Externos, Oscar D. Skelton, declarou a política de guerra do país. Dentre os principais pontos, estavam:
- Estreitar laços com a Grã-Bretanha e a França e promover "conversações importantes, porém discretas com Washington".
- Priorizar a defesa canadense, especialmente a costa do Pacífico.
- Quando se mostrar possível, ajudar na Terra Nova e nas Índias Ocidentais.
- A Forças Armadas Canadenses devem ser as primeiras a servir no exterior.
- O Canadá pode colaborar com seus aliados "de maneira mais eficaz"  fornecendo munições, matérias-primas e alimentos.[11]

O gabinete de King aprovou essa política em 24 de agosto de 1939 e em setembro não aprovou a proposta dos premiês de províncias, de criar duas divisões do exército para serviços no exterior, em parte por conta de seu custo. Sua estratégia de guerra "moderada" logo demonstrou seu apoio nacional e bilíngue em duas eleições. Quando o premiê de Quebec, Maurice Duplessis, convocou uma eleição em um ambiente anti-guerra, os liberais liderados por Adélard Godbout conquistaram a maioria em 26 de outubro de 1939. Quando a Assembléia Legislativa de Ontário aprovou uma resolução criticando o governo por não combater a guerra "da maneira vigorosa que o povo do Canadá deseja ver", King dissolveu o parlamento federal e, na eleição resultante em 26 de março de 1940, seus liberais conquistaram a maior maioria da história.

### Mobilização e execução

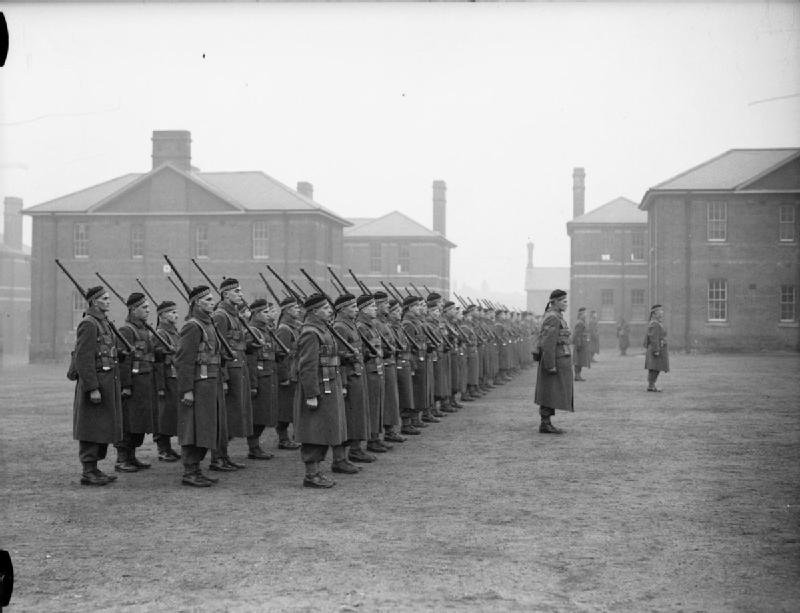
O Regimento Escocês de Toronto em desfile em Aldershot, Reino Unido, em dezembro de 1939.

No início da guerra, o compromisso do Canadá com a guerra na Europa foi limitado pelo governo a uma divisão e uma divisão na reserva para defesa em casa. Não obstante, o tamanho eventual das Forças Armadas Canadenses excedeu em muito as previstas nos chamados "esquemas" de mobilização do período pré-guerra. Ao longo da guerra, o exército alcançou 730.000 homens, a força aérea 260.000 e o pessoal da marinha 115.000. Além disso, milhares de canadenses serviram na Força Aérea Real. Aproximadamente metade do exército do Canadá e três quartos do seu pessoal da força aérea nunca deixaram o país, em comparação com o destacamento no exterior de aproximadamente três quartos das forças da Austrália, Nova Zelândia e Estados Unidos. No final da guerra, no entanto, a marinha cresceu de apenas alguns navios em 1939 para mais de 400 navios, incluindo três porta-aviões e dois cruzadores. Esse esforço marítimo ajudou a manter as rotas de navegação abertas através do Atlântico durante a guerra.
Em parte, isso refletia a política de "participação moderada" de King, além dos limites do esforço de guerra industrial do Canadá. Mas também refletia nas circunstâncias objetivas da guerra, pois com a França derrotada e ocupada, não haveria forças aliadas em território continental europeu na Frente Ocidental até a invasão da Normandia, em junho de 1944. Além disso, os requisitos de mão-de-obra nos teatros do norte da África e do Mediterrâneo foram comparativamente pequenos e rapidamente atendidos pelos britânicos e por outros membros do Império Britânico.

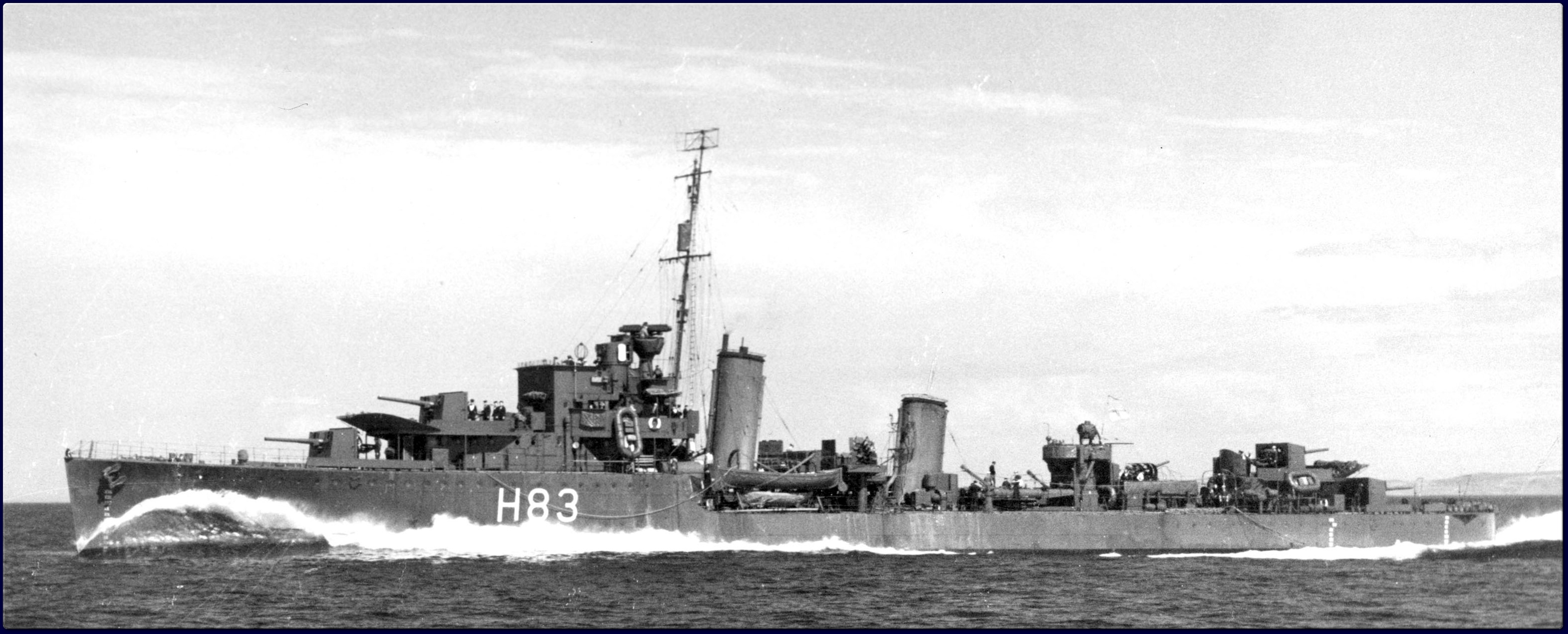
HMCS St. Laurent seis dias após a declaração de guerra.

Embora inicialmente a resposta à guerra fosse "moderada", os recursos foram mobilizados rapidamente. O comboio HX-1 partiu de Halifax apenas seis dias após a nação declarar guerra, escoltado pelo HMCS St. Laurent e HMCS Saguenay. A 1.ª Divisão de Infantaria Canadense chegou à Grã-Bretanha em 1.º de janeiro de 1940. Em 13 de junho de 1940, o 1.º Batalhão de The Hastings e o Regimento do Príncipe Edward foi enviado para a França, na tentativa de garantir o flanco sul do Exército Expedicionário Britânico, que estava na Bélgica. Quando o batalhão chegou, os britânicos e aliados foram cercados em Dunquerque, Paris havia caído e, depois de recuar 200 km no interior, o batalhão retornou a Brest e depois à Inglaterra.
Além do ataque de Dieppe em agosto de 1942, o exército canadense não registra nenhum envolvimento significativo no teatro de operações europeu até a invasão da Sicília no verão de 1943. Com a campanha da Sicília, os canadenses tiveram a oportunidade de entrar em combate e depois estavam entre os primeiros que entraram em Roma.
O Canadá foi o único país das Américas a participar ativamente da guerra antes do ataque a Pearl Harbor.
O apoio canadense à guerra foi mobilizado por meio de uma campanha de propaganda, incluindo If Day, uma invasão "nazista" de Winnipeg, que gerou mais de US$3 milhões em títulos de guerra.

## Campanhas no início da guerra

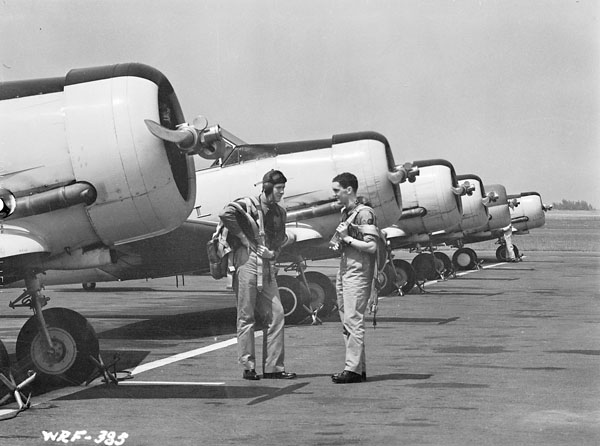
Base aérea usada no Plano de Treinamento Aéreo da Commonwealth.

Nos primeiros nove meses da guerra, a Grã-Bretanha estava encarregada de criar os planos de guerra canadenses - todos possuíam o aval do governo do Canadá. Por motivos geográficos, a defesa do Canadá não foi tomada como prioridade. O treinamento das tropas, a produção e o equipamento do Canadá estavam voltados para o combate na Europa. Seu principal papel era fornecer alimentos, matérias-primas e treinar pilotos do Império Britânico com o Plano de Treinamento Aéreo da Commonwealth, proposto pelos britânicos em 26 de setembro de 1939. Ao contrário do que foi feito na Primeira Guerra Mundial, o Canadá não enviou centenas de milhares de tropas ao exterior. O Canadá foi o principal local do Plano de Treinamento Aéreo da Commonwealth, o maior programa de treinamento da força aérea da história. 131.553 funcionários da força aérea, incluindo 49.808 pilotos, foram treinados em bases aéreas no Canadá de outubro de 1940 a março de 1945. Mais da metade dos graduados do BCAT eram canadenses que serviram na RCAF e na Royal Air Force (RAF). Um dos seis grupos do Comando de Bombardeiros da RAF que voaram na Europa era canadense.
Outra versão de porque o Canadá não enviou tropas para o exterior, é de que isso não estava nos planos ingleses. De qualquer forma, o  governo canadense concordou em não fazer um recrutamento em massa, sempre utilizando a crise de 1917 como motivo. A opinião pública fez com que King enviasse a 1.ª Divisão de Infantaria do Canadá no final de 1939, possivelmente contra a vontade britânica. Mesmo que indo contra a vontade dos ingleses, o Canadá cooperou totalmente com a Grã-Bretanha, dedicando 90% da mão de obra da pequena Força Aérea Real Canadense (RCAF) ao plano de treinamento aéreo. Uma força que antes treinava 125 pilotos anualmente, começava a produzir 1.460 aviadores a cada quatro semanas no âmbito do plano.

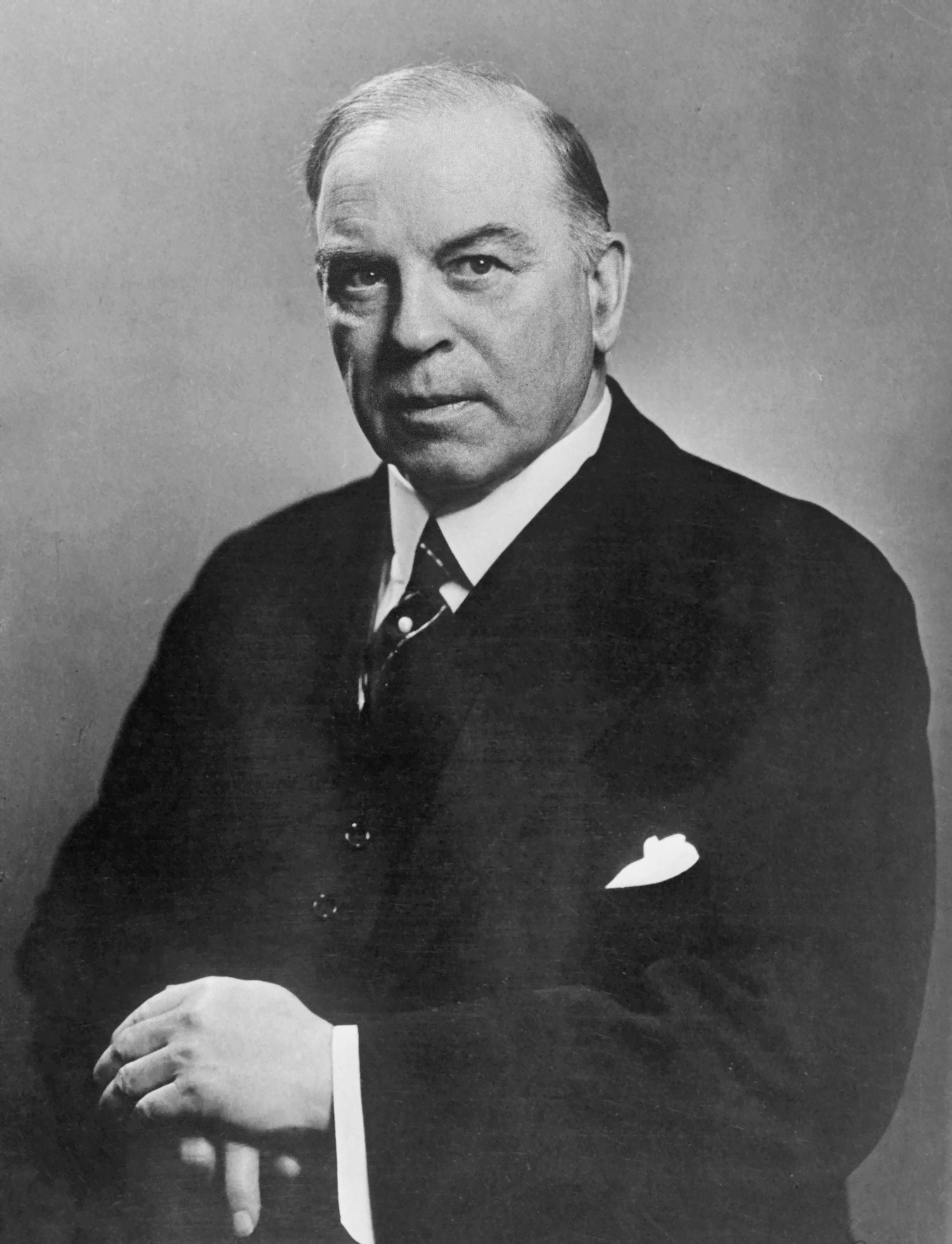
Em 1940, disse o Primeiro-ministro Canadense William Lyon Mackenzie King: "pequenas encomendas experimentais" e "soubessem desde o início suas prementes necessidades de munições e suprimentos".

Alguns anos anteriormente, em 1937, as duas nações concordaram que qualquer equipamento militar fabricado no Canadá usaria desenhos britânicos. Embora isso praticamente assumisse que suas tropas sempre lutariam com a Grã-Bretanha para que as duas forças compartilhassem equipamentos, esse ato também resultou numa dependência de componentes de uma fonte do outro lado do Atlântico. Os métodos e ferramentas de fabricação canadenses usavam desenhos americanos, e não britânicos, portanto a implementação do plano significaria mudanças completas nas fábricas canadenses. No entanto, quando a guerra começou, as empresas britânicas recusaram seus projetos e a Grã-Bretanha não se interessou pela produção de equipamentos militares canadenses. Enquanto a Grã-Bretanha dava prioridade ao Canadá sobre os Estados Unidos para compras, o Canadá tinha muito pouca capacidade de produção militar em 1939 e a Inglaterra tinha uma reserva pequena em dólares canadenses.  Em 12 de junho de 1940, o governo de King e a Associação Canadense de Fabricantes pediram aos governos britânico e francês que terminassem suas "pequenas encomendas experimentais" e "soubessem desde o início suas prementes necessidades de munições e suprimentos", bem como "as plantas canadenses podem ser utilizadas em uma extensão muito maior como fonte de suprimento".
Essa situação começou a mudar em 24 de maio de 1940, durante a Batalha da França, quando a Grã-Bretanha disse ao Canadá que não podia mais fornecer equipamentos. 48 horas depois, a Grã-Bretanha pediu ao Canadá equipamentos. Em 28 de maio, sete contratorpedeiros canadenses navegaram para o Canal da Mancha, deixando apenas dois submarinos franceses para defender a costa atlântica do país. O Canadá também enviou de 50 a 60 milhões de cartuchos de munição para armas pequenas e 75.000 rifles Ross. Os primeiros graduados do plano de treinamento aéreo pretendiam se tornar instrutores para futuros alunos, mas foram enviados à Europa imediatamente por causa do risco de invasão da Grã-Bretanha. O fim das entregas de equipamentos britânicos ameaçou o plano de treinamento, e King teve que pedir ao presidente Franklin D. Roosevelt dos Estados Unidos para aviões e motores, afirmando que eles ajudariam a defender a América do Norte.
À medida que a queda da França se tornava mais eminente, a Grã-Bretanha procurava o Canadá para fornecer rapidamente tropas adicionais a locais estratégicos na América do Norte, Atlântico e Caribe. Depois do destróier canadense que já estava no posto desde 1939, o Canadá forneceu tropas a partir maio de 1940 para ajudar na defesa das Índias Ocidentais. Nessa operação contou com a ajuda de várias empresas que serviam durante a guerra nas Bermudas, Jamaica, Bahamas e Guiana Britânica. Em 12 de junho de 1940, a 1.ª Brigada de Infantaria do Canadá foi destacada para Brest como parte da segunda Força Expedicionária Britânica durante a Operação Aérea. A brigada avançou em direção a Le Mans em 14 de junho, antes de se retirarem de Brest para o Reino Unido, e Saint-Malo em 18 de junho.

### Defesa do Reino Unido
Ver: Ocupação da Islândia

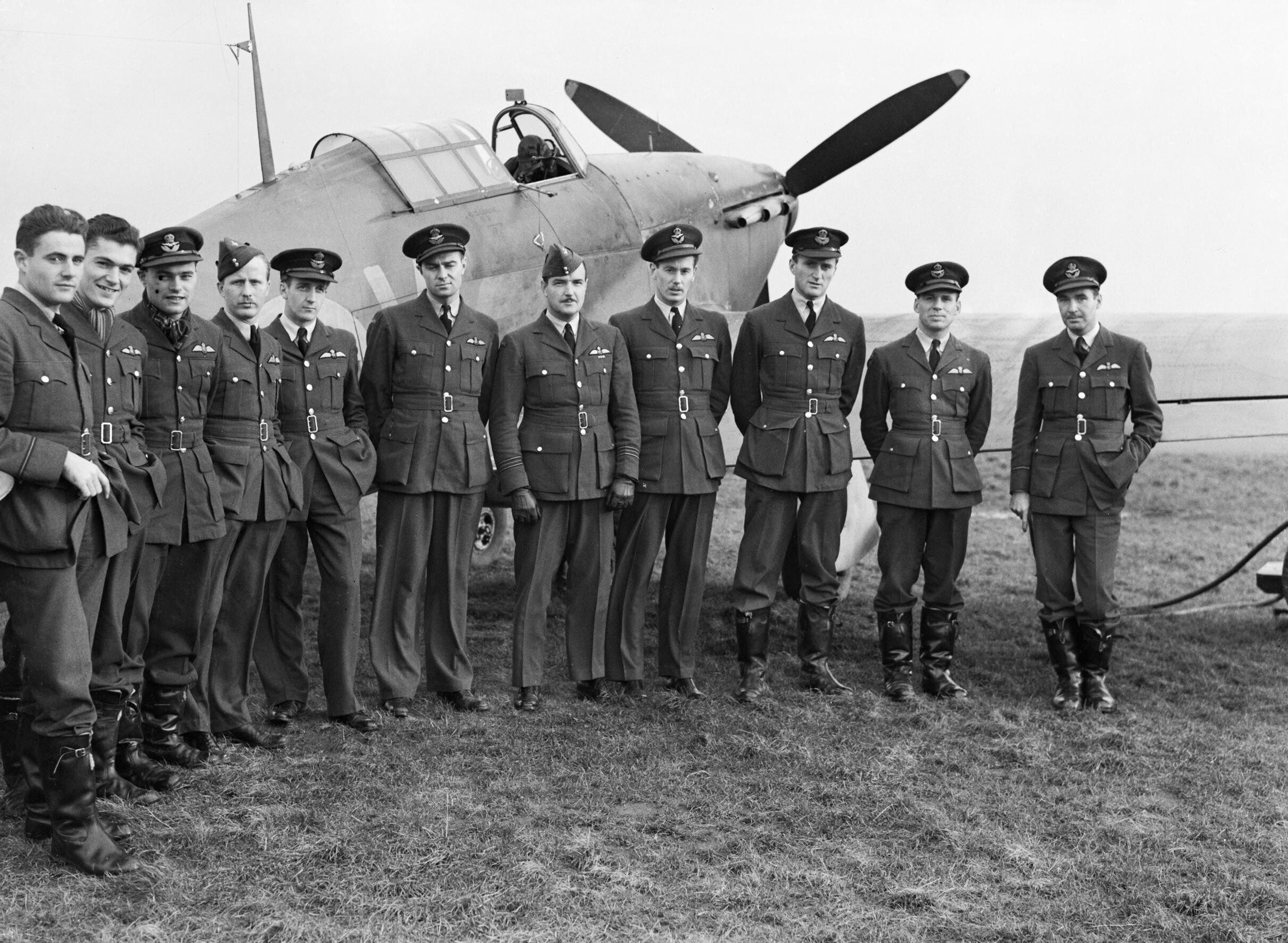
Pilotos do 1° Esquadrão da RCAF.

No período entre a queda da França em junho de 1940 e a invasão alemã da URSS em junho de 1941, o Canadá forneceu à Grã-Bretanha alimentos, armas e outros materiais de guerra através de comboios navais e transporte aéreo, bem como pilotos da RCAF e aviões. Durante a Batalha da Grã-Bretanha, estima-se que entre 88 e 112 pilotos canadenses serviram na RAF, sendo que muitos vieram para a Grã-Bretanha por iniciativa própria. Por necessidade política, um esquadrão "canadense" foi formado sob o Plano Britânico de Treinamento Aéreo da Commonwealth no início da guerra e o esquadrão serviu na Batalha da França. Mais tarde, o esquadrão se juntou ao esquadrão nº 1 da RCAF, em junho de 1940, durante a Batalha pela Grã-Bretanha. No final da batalha, em outubro de 1940, 23 pilotos canadenses haviam sido mortos. Esquadrões da RCAF e pilotos canadenses individuais que voavam com a RAF britânica lutaram com distinção nos caças Spitfire e Hurricane durante a Batalha da Grã-Bretanha. Em 1 de janeiro de 1943, haviam bombardeiros e equipes da RCAF suficientes na Grã-Bretanha para formar grupo de bombardeio aéreo motor. Assim foi criado o 6° Group, um dos oito grupos de bombardeiros do Comando de Bombardeiros da RAF. Caso a invasão alemã às Ilhas Britânicas tivesse de fato ocorrido, as unidades aéreas canadenses já estariam implantadas entre os Canal da Mancha e Londres para combater a ofensiva alemã.

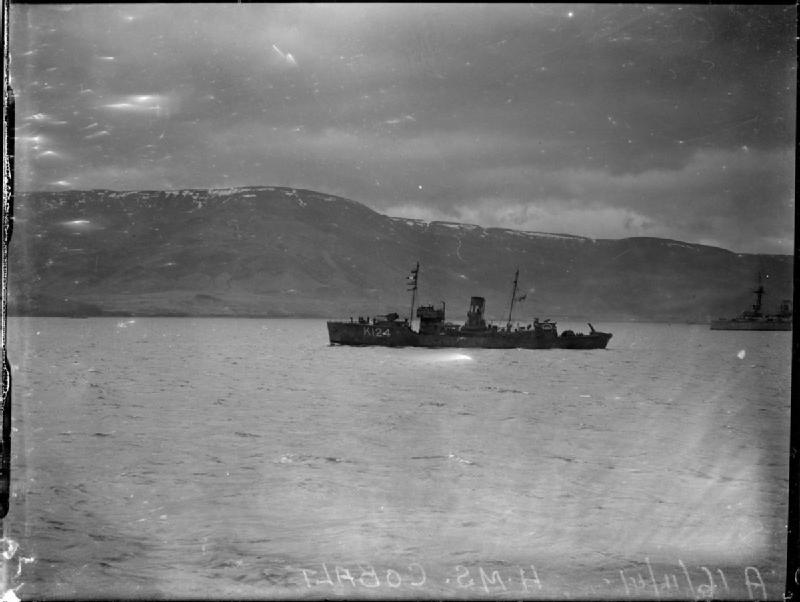
HMCS Cobalt perto de Hvalfjörður, Islândia.

Após a grande demonstração de força da Alemanha durante a invasão da França, a Grã-Bretanha disse ao Canadá que uma invasão alemã da América do Norte não era impossível e que os canadenses precisavam planejar uma estratégia defensiva rapidamente. Desde junho de 1940, o Canadá considerou que se defender era tão importante quanto ajudar a Grã-Bretanha, talvez ainda mais. Tropas canadenses foram enviadas para a defesa da colônia de Terra Nova, na costa leste do Canadá, o ponto mais próximo da América do Norte da Europa. Temendo a perda de uma ligação direta às Ilhas Britânicas, ao Canadá foi solicitado a ocupar também a Islândia, o que ocorreu entre junho de 1940 e primavera de 1941, após a invasão britânica inicial. O Canadá também produziu equipamento militar usando métodos e ferramentas americanos. O custo não era mais um problema. Em 24 de junho, o governo de King apresentou o primeiro orçamento de US$ 1 bilhão na história do Canadá, no qual incluía US$ 700 milhões em despesas de guerra, um aumento considerável em comparação com os US$ 126 milhões no ano fiscal de 1939-1940. Muito por conta da guerra, a economia foi a mais forte da história do Canadá. Com o apoio da oposição, a Lei de Mobilização de Recursos Nacionais começou o recrutamento. Os soldados convocados deveriam ser usados apenas na América do Norte, a menos que se oferecessem, evitando o problema que causou a crise de 1917.
O governo dos Estados Unidos também temia as consequências na América do Norte de uma vitória alemã na Europa. Por causa da Doutrina Monroe, os militares americanos consideravam há muito tempo qualquer ataque estrangeiro ao Canadá como o mesmo que atacar os Estados Unidos. Os isolacionistas americanos que criticaram a ajuda do governo Roosevelt à Europa não puderam criticar a ajuda do Canadá. Uma pesquisa com americanos no verão de 1940 descobriu que 81% apoiavam a defesa. O jornal isolacionista Chicago Tribune que defendia uma aliança militar em 19 de junho surpreendeu e agradou o Canadá. Por meio de King, os Estados Unidos pediram ao Reino Unido que dispersasse a Marinha Real ao redor do Império, para que os alemães não pudessem controlá-la. Em 16 de agosto de 1940, King se encontrou com Roosevelt na cidade fronteiriça de Ogdensburg, Nova York. Por meio do Acordo de Ogdensburg, foi concordado criar a Junta Permanente Conjunta de Defesa, uma organização que planejaria a defesa conjunta de ambos os países e continuaria a existir após a guerra. No outono de 1940, uma derrota britânica parecia tão provável que o conselho conjunto concordou em dar aos Estados Unidos o comando das forças armadas canadenses se a Alemanha vencesse na Europa. Na primavera de 1941, quando a situação militar melhorou, o Canadá se recusou a aceitar o controle americano de suas forças se e quando os Estados Unidos entrassem na guerra.

### Terra Nova

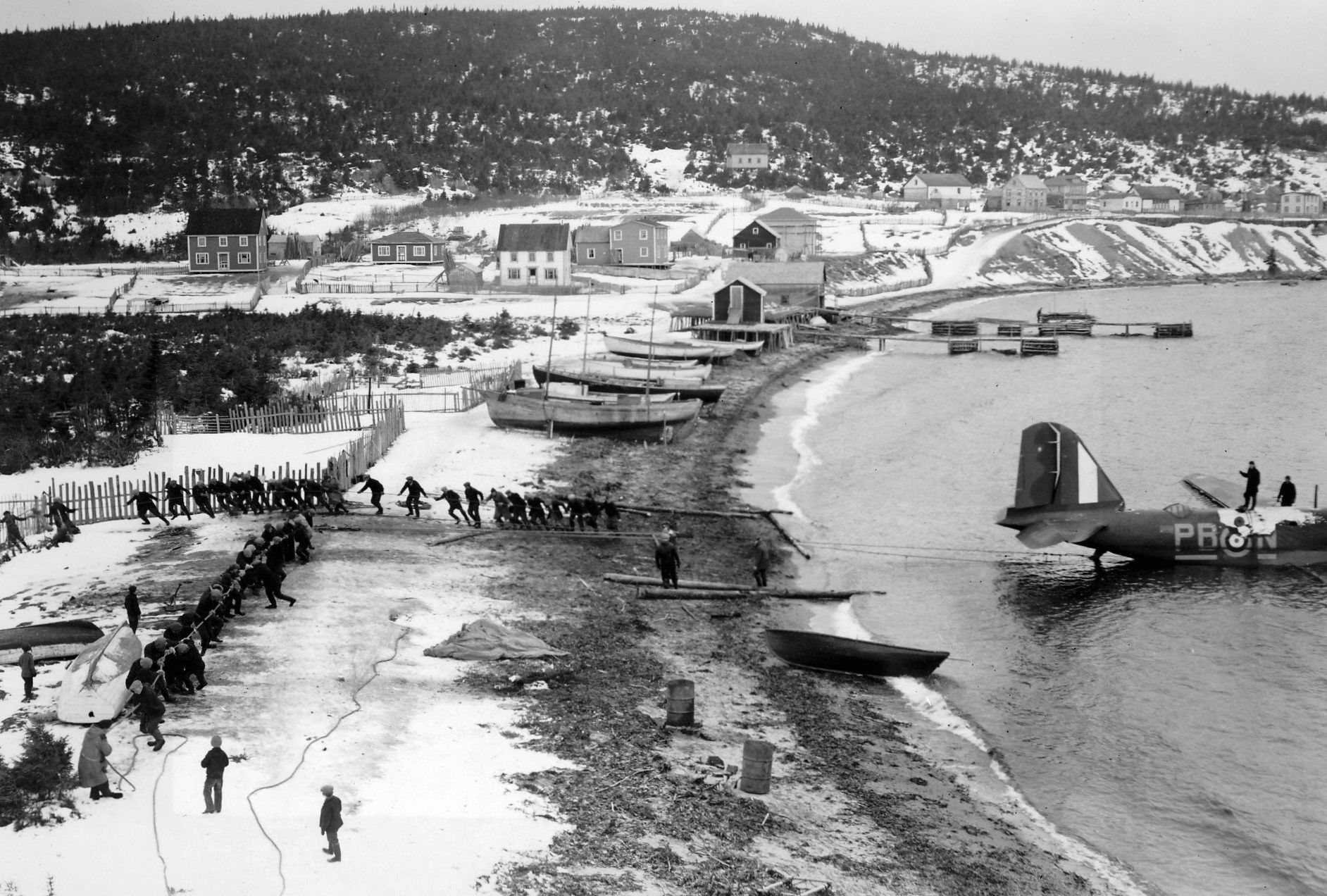
Avião da RCAF atuando como rebocador.

Quando a guerra começo, a Grã-Bretanha esperava que o Canadá assumisse a responsabilidade de defender a América do Norte Britânica. Em 1939, Le Emerson era o comissário de defesa da Terra Nova. Winston Churchill instruiu Emerson a cooperar com o Canadá e a cumprir uma "invasão amigável", ao encorajar Mackenzie King a aconselhar ao monarca a ocupar a Terra Nova. Em março de 1942, o Comissário Emerson havia reestruturado organizações oficiais, tais como The Aircraft Detection Corps Newfoundland, e as integrou em unidades canadenses.
Vários regimentos canadenses guarneceram a Terra Nova durante a Segunda Guerra Mundial. O mais famoso deles era o The Royal Rifles of Canada, que estava estacionado no Cabo da Esperança antes de ser enviado para Hong Kong. Em julho de 1941, seu lugar foi ocupado pela divisão conhecida como Highlander da Ilha Prince Edward. Em 1941 e 1942, o regimento Lincoln & Welland foi designado para a guarnição do Aeroporto de Gander e, posteriormente para St. John's.
O Exército Canadense construiu um forte no Cabo da Esperança armado com várias armas pesadas para impedir ataques navais alemães. Outros fortes foram construídos com vista para o porto de St. John. Bunkers foram cavados nas colinas de South Side e redes de torpedos foram colocadas sobre a foz, no porto. Canhões foram erguidos em Bell Island para proteger a marinha mercante de ataques submarinos e armas foram montadas em Rigolette para proteger Baía de Goose.

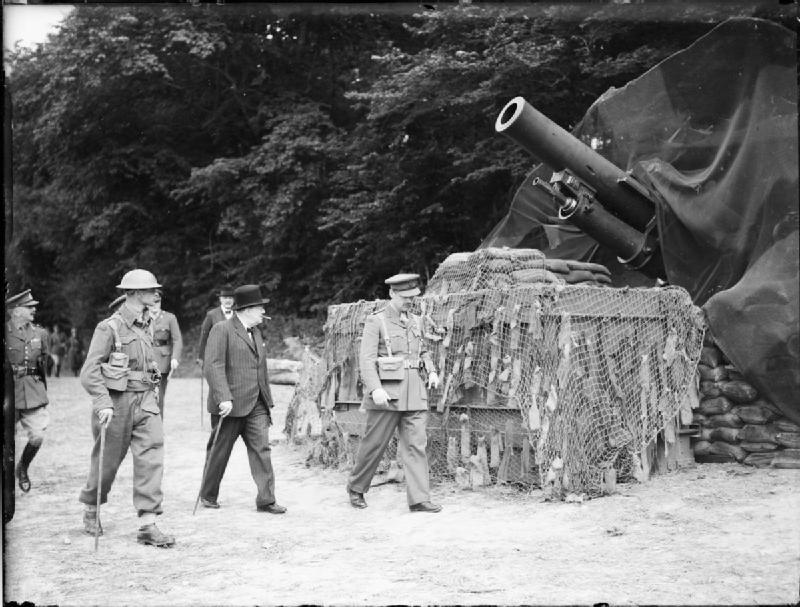
57º Divisão de Artilharia de Guerra na Terra Nova.

O Exército Britânico reuniu duas unidades da Terra Nova para serviços no exterior, a 59.ª Divisão de Artilharia de Guerra e a 166.ª Divisão Artilharia de Guerra. A 59.º Divisão de Artilharia de Guerra atuaria no norte da Europa, o 166º atuaria na Itália e no Norte da África. O Regimento Real de Terra Nova também foi reunido, mas nunca foi implantado no exterior. Esquadrão nº 125 (Terra Nova) da RAF serviu na Inglaterra e no País de Gales e prestou apoio durante o Dia D. Em 20 de novembro de 1945 o esquadrão foi dissolvido.
Todos os soldados canadenses designados para a Terra Nova de 1939 a 1945 receberam uma condecoração, a Medalha de Serviço Voluntário Canadense para serviços no exterior. Como o Canadá, a África do Sul, a Nova Zelândia e a Austrália haviam emitido suas próprias medalhas de serviço voluntário, o governo de Terra Nova cunhou sua própria medalha de serviço voluntário apenas em 1978. A Medalha de Serviço de Guerra Voluntária de Terra Nova foi concedida apenas aos habitantes de Terra Nova que serviram no exterior nas Forças da Commonwealth.

### Batalha de Hong Kong

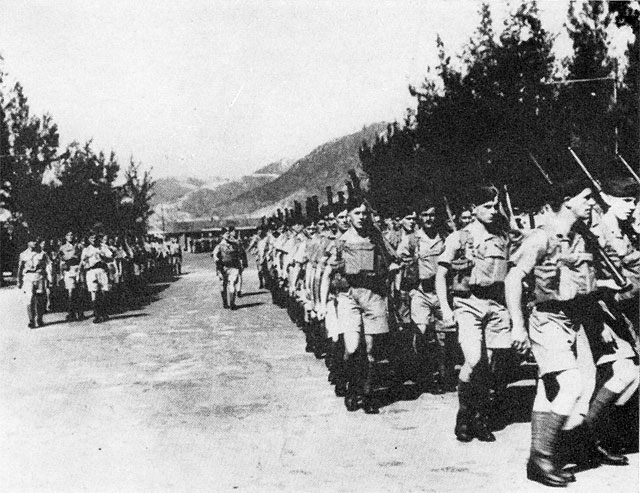
Soldados canadenses em Hong Kong antes da invasão japonesa.

No outono de 1941, o governo britânico aceitou uma oferta do governo canadense de enviar dois batalhões de infantaria e uma sede de brigada (cerca de 2.000 funcionários) para Hong Kong. Era conhecida como " Força C " e chegou a Hong Kong em meados de novembro de 1941, mas não possuía todo o seu equipamento. Eles foram inicialmente posicionados no lado sul da ilha para combater qualquer desembarque anfíbio. Em 8 de dezembro, após o japonês no ataque a Pearl Harbor, os japoneses começaram seu ataque a Hong Kong com uma força 4 vezes maior que a guarnição aliada. Os soldados canadenses foram obrigados a contra-atacar e seu primeiro combate em 11 de dezembro. Depois que as amargas forças aliadas se renderam em 25 de dezembro de 1941. "Força C" perdeu 290 funcionários durante a batalha e outros 267 morreram posteriormente em campos de prisioneiros de guerra japoneses.

### Batalha de Dieppe
A última grande operação por parte dos aliados na Europa Ocidental antes do Dia D foi a Batalha do Dieppe, em agosto de 1942. Quase 5.000 soldados da Segunda Divisão Canadense e 1.000 comandos britânicos desembarcaram na costa da França Ocupada. Houve pressão do governo canadense para garantir que as tropas canadenses fossem colocadas em ação. Enquanto um grande número de aeronaves voava em apoio, os tiros navais foram deliberadamente limitados para evitar danos materiais e civis. Como resultado, as forças canadenses atacaram uma linha costeira fortemente defendida sem bombardeios de apoio. Dos 6.000 homens que chegaram à costa, 3.367 (cerca de 60%) foram mortos, feridos ou capturados. A Royal Air Force falhou em atrair a Luftwaffe para a batalha aberta, e perdeu 106 aeronaves (pelo menos 32 em choque ou acidentes), em comparação com 48 perdidas pela Luftwaffe.  A Marinha Real Britânica perdeu 33 navios de desembarque e um destróier.

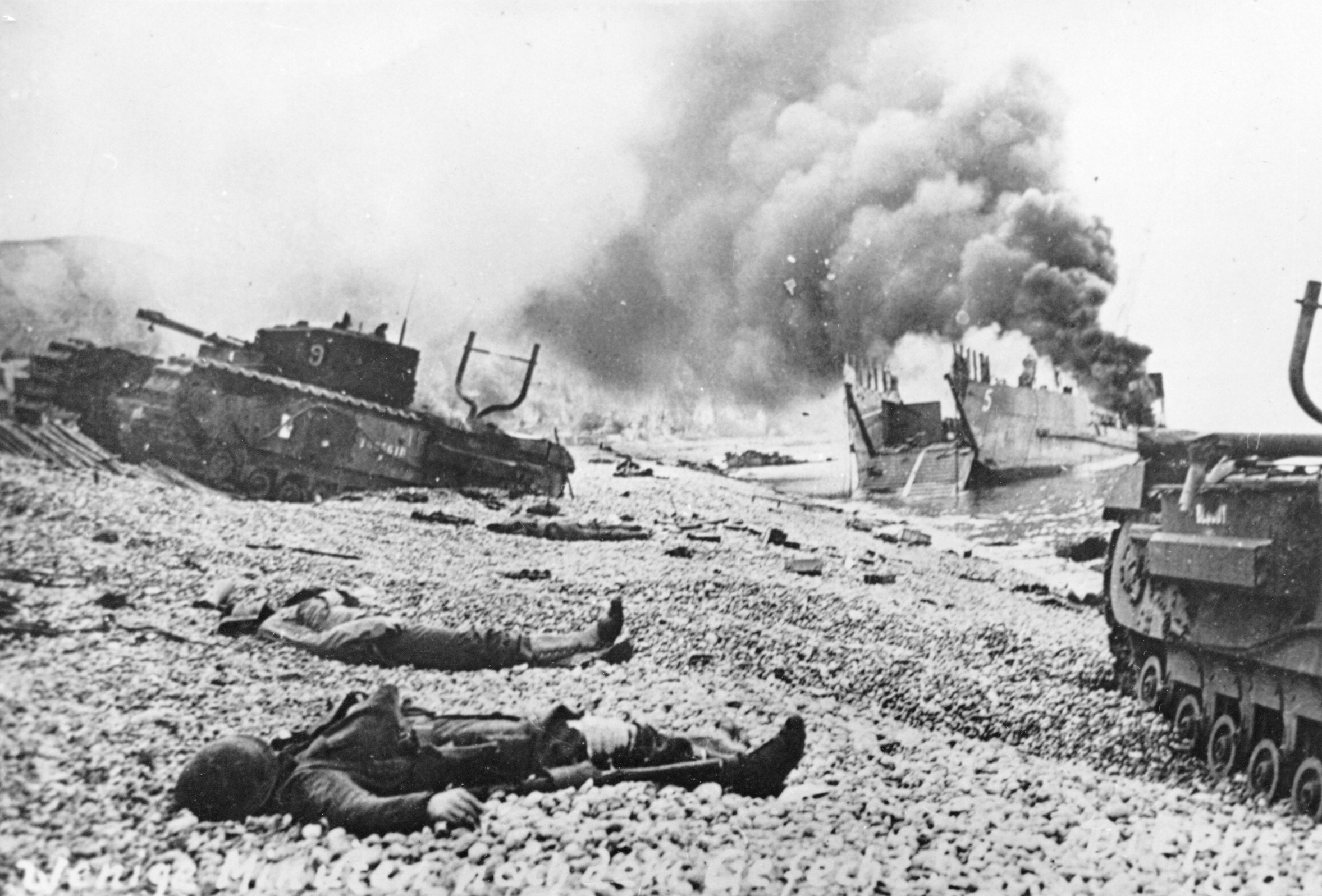
Contra-ataque alemão durante a Batalha do Dieppe.

O desastre total que foi essa batalha incomodou profundamente o comando central aliado, que se viu obrigado a mudar seus planos, métodos e estratégias para as próximas operações do mesmo tipo. Os principais pontos considerados a partir de então foram:
1. a necessidade de apoio preliminar à artilharia, incluindo bombardeio aéreo;
2. a necessidade de um "elemento surpresa";
3. a necessidade do conhecimento das fortificações inimigas;
4. a prevenção de um ataque frontal direto a cidade portuária defendida durante a operação;
5. a necessidade de embarcações de re-embarque adequadas.

Os britânicos desenvolveram uma variedade de veículos blindados especializados, que permitiam que seus engenheiros realizassem muitas de suas tarefas no campo de batalha, as mais famosas Funnies de Hobart. As principais deficiências nas técnicas de apoio em terra da RAF levaram à criação de uma Força Aérea Tática totalmente integrada a RAF para apoiar as principais ofensivas em terra. Como a maioria dos tanques de Churchill foram apanhados nas praias de Dieppe muito por conta de motivos geográficos, os Aliados iniciaram a coleta de informações ambientais antes da operação e criaram veículos apropriados para enfrentar os desafios de futuros locais de desembarque. O ataque também desafiou a crença dos Aliados de que a tomada de um grande porto seria essencial na criação de uma segunda frente. Sua visão revisada era de que a quantidade de dano sofrida pelo bombardeio para capturar um porto quase certamente o tornaria inútil. Como resultado, foi tomada a decisão de construir portos "Mulberry" pré-fabricados e rebocá-los para as praias como parte de uma invasão em larga escala.

### Campanha das Ilhas Aleutas

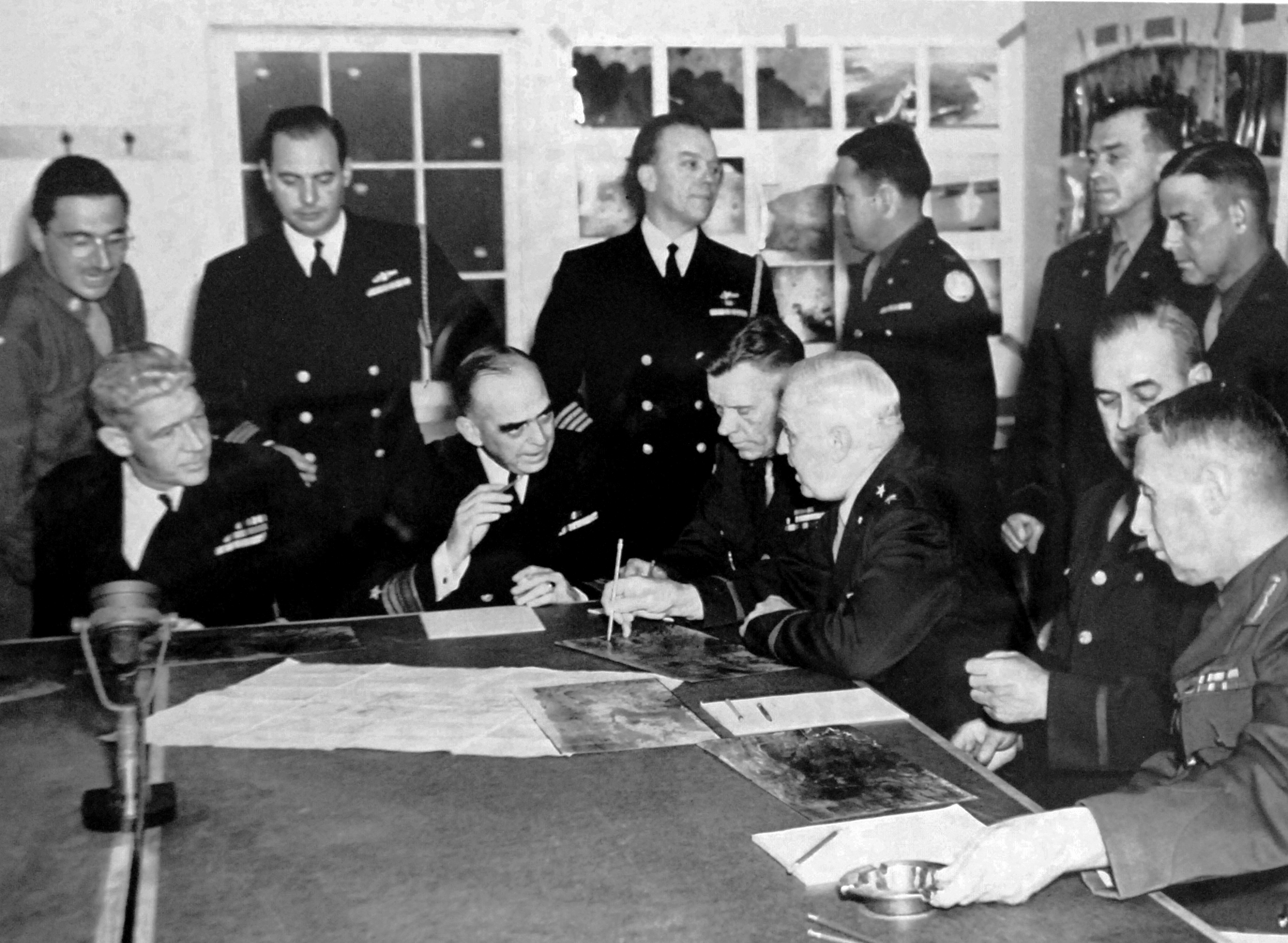
Major General canadense George Pearkes junto de oficiais americanos.

Logo após o ataque a Pearl Harbor e a entrada americana na guerra, as tropas japonesas invadiram as Ilhas Aleutas. Os aviões da RCAF fizeram patrulhas anti-submarinas contra os japoneses, enquanto em terra as tropas canadenses foram posicionadas ao lado com as tropas americanas contra os japoneses. Devido às circunstâncias, as tropas canadenses foram apenas uma vez enviadas para o combate, durante a invasão da ilha de Kiska. No entanto, os japoneses já haviam retirado suas forças naquele momento.

## Frente Ocidental (1943–45)

### Campanha da Itália
A Campanha da Itália foi o primeiro combate em larga escala que envolveu todas as divisões canadenses desde a Primeira Guerra Mundial. Os soldados canadenses desembarcaram em 1943 na invasão aliada da Sicília. Durante a campanha dos Aliados na Itália, mais de 25.000 soldados canadenses se tornaram vítimas de guerra.

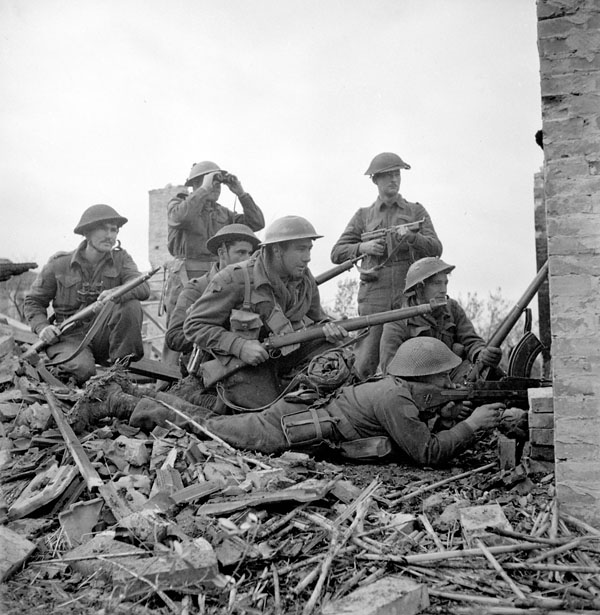
Soldados canadenses na Sicília.

A 1.ª Divisão Canadense e a 1.ª Brigada Blindada Canadense participaram da invasão aliada da Sicília na Operação Husky, em 10 de julho de 1943, e também da Operação Baytown, parte da invasão aliada da Itália continental, em 3 de setembro de 1943. Participação do Canadá nas campanhas da Sicília e da Itália foram possíveis depois que o governo decidiu dividir o Primeiro Exército Canadense, ocioso na Grã-Bretanha. A pressão pública para as tropas canadenses começarem a lutar forçou um movimento antes da invasão esperada do noroeste da Europa. Tropas lutaram durante a longa e difícil campanha italiana até serem destacadas para a Frente Ocidental, em fevereiro-março de 1945, durante Operação Goldflake. Nessa época, a contribuição canadense ao teatro italiano havia aumentado, a fim de incluir a sede do Corpo Canadense, sendo destacados da 1.ª a 5.ª Divisão Canadense Blindada e uma outra brigada blindada independente. Batalhas notáveis na Itália incluíram a Campanha do Rio Moro, a Batalha de Ortona e as batalhas na Linha Gótica.

### Libertação da França

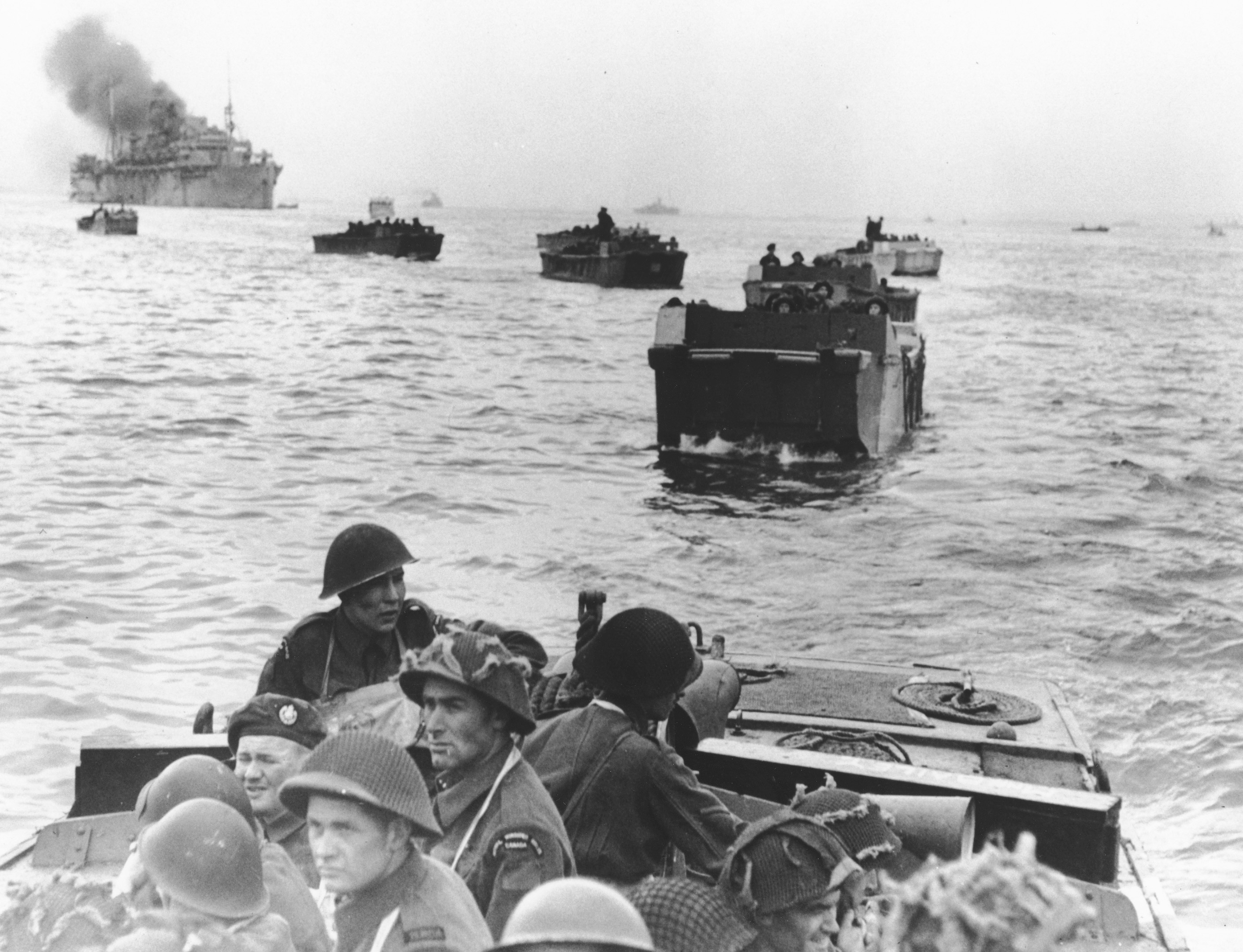
Soldados canadenses no desembarque na praia de Juno.

Em 6 de junho de 1944, a 3.ª Divisão Canadense desembarcou na praia de Juno, uma das cinco praias da Normandia que foram invadidas no Dia D. Mesmo sofrendo muitas baixas no final do dia, os canadenses haviam penetrado mais profundamente na França do que as tropas britânicas e americanas em seus locais de desembarque, superando uma resistência mais forte do que as outras cabeças de praia, exceto a praia de Omaha, palco da maior resistência. No primeiro mês da campanha na Normandia, as tropas canadenses, britânicas e polonesas se opuseram a algumas das tropas alemãs mais fortes e mais bem treinadas no teatro, incluindo a 1.ª Divisão SS Panzer da SS Leibstandarte SS Adolf Hitler, a 12.ª Divisão SS Panzer da Hitlerjugend e a Divisão Panzer-Lehr.
Várias operações foram montadas pelos canadenses para abrir um caminho para a cidade principal de Caen e depois para o sul, em direção a Falaise, parte da tentativa dos Aliados de libertar Paris. Quando o Primeiro Exército Canadense se uniu às forças americanas, fechando a Bolsa de Falaise, o Exército Alemão na Normandia estava quase destruído. Cerca de 50.000 canadenses lutaram no dia D.

### Campanha da Holanda e Bélgica

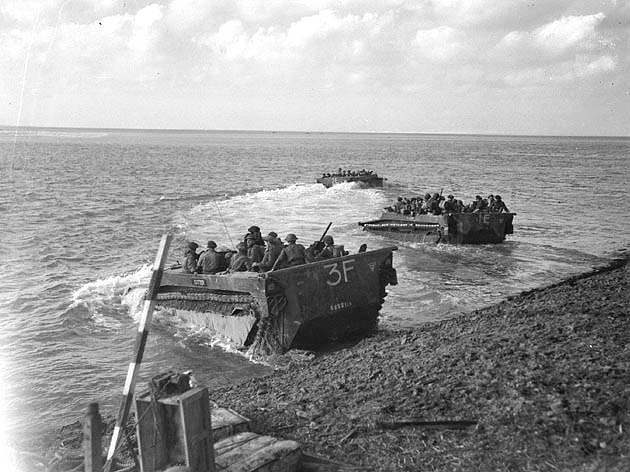
Ataque as posições portuárias alemãs, outubro de 1944.

Talvez a mais destacada contribuição do Canadá na Segunda Guerra Mundial tenha sido a Batalha de Scheldt, que abriu um rota marítima direta com Antuérpia, na Bélgica. A operação foi executada pela 2.ª Divisão Canadense de Infantaria, 3.ª Divisão Canadense de Infantaria e pela 4.ª Divisão Blindada Canadense, todos elementos do 2° Corpo Canadense. Por mais que os britânicos tivessem libertado Antuérpia, a região portuária ainda estava sob controle alemão. Os canadenses foram os responsáveis pela recuperação do porto.
Em outubro de 1944, as tropas canadenses se voltaram para a Holanda ocupada e a invadiram. As baixas estimadas estão entorno das 7.600. Em 1945, o 2° Copo Canadense foi enviado para a Itália.

## Guerra naval
Ver também: Lista de navios da Marinha Real Canadense que serviram na Segunda Guerra Mundial

### Batalha do Atlântico

A "lacuna", no meio do Atlântico.

A Batalha do Atlântico foi a mais longa batalha da Segunda Guerra Mundial. Tendo em vista a grande extensão do Oceano Atlântico e a impossibilidade de fazer as patrulhas a comboios, a Grã-Bretanha responsabilizou o Canadá para com o patrulhamento e defesa de comboios mercantes que atravessavam o atlântico.
A missão canadense foi essencial para o sucesso britânico nesta guerra, pois além de manter a segurança dos comboios que mantinham a industria de guerra britânica, colaborava para a defesa nacional do país. Esse feito foi tão relevante que, politicamente falando, alguns acharam que era dever do Canadá ajudar seus aliados. Por exemplo, o primeiro ministro canadense Mackenzie King estava totalmente convencido de que era o "dever nacional evidente" do Canadá "apoiar a Grã-Bretanha".
Quando a Segunda Guerra Mundial começou em 1939, o Canadá tinha uma pequena marinha. Em 1939, o Canadá tinha sete navios de guerra. Depois de entrar na guerra, o Canadá precisava de uma ampliação e modernização de sua frota naval para acompanhar e ajudar os britânicos. No início da guerra, o Canadá tinha cerca de 3.500 homens na marinha. Em setembro de 1940, a Royal Canadian Navy contava com mais de 10.000 homens.
As agências navais do governo canadense também tiveram um papel importante nos padrões de guerra no Atlântico. A Divisão de Marinha do Canadá operou uma rede de controle naval de agentes de navegação nos Estados Unidos, neutros, de 1939 a 1941. Esses agentes gerenciavam os movimentos de transporte marítimo britânico nos Estados Unidos e também gerenciavam os crescentes sistemas da Marinha dos Estados Unidos em relação aos movimentos comerciais básicos. Publicações especiais sobre assuntos comerciais foram fornecidas à Marinha dos Estados Unidos a partir de Ottawa em 1941, e quando os diretores portuários americanos de Pearl Harbor estavam trabalhando com Ottawa como equipe. O trabalho de Ottawa de estudar os movimentos comerciais e acompanhar a inteligência foi tão eficaz e crucial que eles receberam a tarefa de controlar a navegação a oeste de 40 ° e norte do equador de dezembro de 1941 a julho de 1942, além de fornecer diariamente à diretoria comercial da USN inteligência.
O Canadá também recebeu a responsabilidade de cobrir dois pontos estratégicos no Atlântico. O primeiro é conhecido como "Mid-Atlantic Gap", localizado na costa da Groenlândia. Essa lacuna era um ponto muito hostil na linha de suprimento, que era muito difícil de controlar. Com o uso da Islândia como ponto de reabastecimento e do Canadá a oeste, a diferença foi reduzida para 560 km (300 milhas náuticas). "A lacuna de superfície foi fechada pela Marinha Real Canadense em 1943. Essa Força de Escolta de Terra Nova começou com 5 corvetas canadenses e dois destróieres britânicos tripulados por marinheiros canadenses, seguidos por outros destróieres britânicos tripulados pelo Canadá, quando disponíveis".

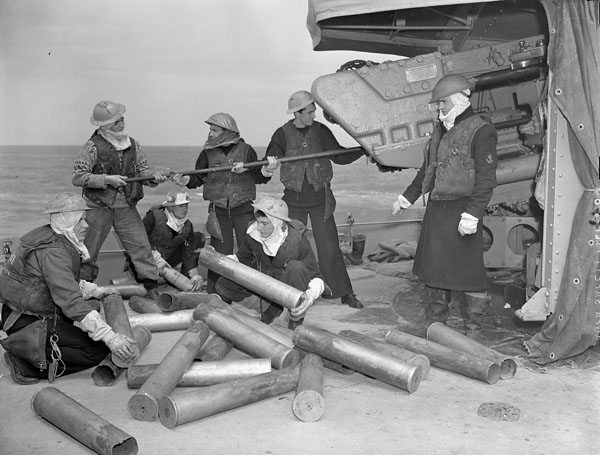
Tripulação do HMCS Algonquin no Dia D.

Tripulação do HMCS Algonquin durante um bombardeio naval de posições alemãs na Normandia, antes dos desembarques do dia D.
A segunda tarefa que o Canadá recebeu foi controlar o Canal da Mancha durante a Operação Overlord (os desembarques na Normandia). "No dia 6 de junho, 50 escoltas da RCN foram transferidas das águas do Atlântico Norte e do Canadá para tarefas de invasão".  Suas tarefas eram cobrir os flancos da invasão para garantir a defesa submarina da frota invasora, também fornecer patrulhas distantes no flanco sul da área de invasão e, por fim, impedir que as flotilhas submarinas no canal ganhassem reforços. . Essa invasão contou com a RCN para cobrir flancos britânicos e americanos para garantir um desembarque bem-sucedido nas praias da Normandia.
O Canadá viu um enorme crescimento durante a Segunda Guerra Mundial, passando de uma quantidade limitada de navios de guerra para se tornar a terceira maior marinha do mundo depois que as potências do Eixo foram derrotadas e o papel que desempenharam em ajudar a USN em inteligência. Seu papel principal na proteção de navios mercantes da América do Norte para a Grã-Bretanha acabou sendo bem-sucedido, embora essa vitória tenha sido compartilhada com as principais potências aliadas. Durante a guerra, o Canadá fez 25.343 viagens de escolta bem-sucedidas, entregando 164.783.921 toneladas de carga.  No final da guerra, documentos alemães afirmam que a Marinha Real Canadense foi responsável pela perda de 52 submarinos no Atlântico. Em troca, 59 navios mercantes canadenses e 24 navios de guerra foram afundados durante a batalha do Atlântico.

### Sudeste Asiático e Pacífico

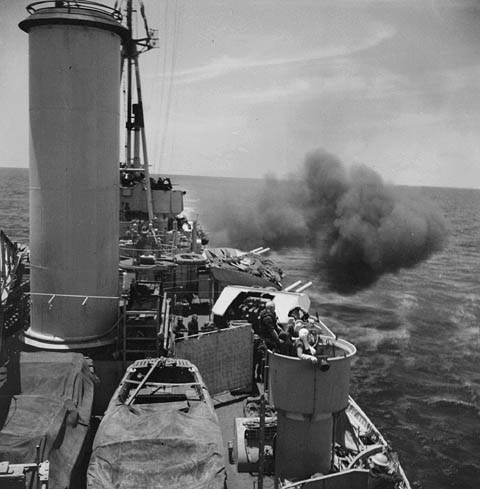
O HMCS Uganda bombardeando um cruzador japonês em Miyako-jima, maio de 1945.

As forças navais e especiais do Canadá participaram de várias operações no Oceano Pacífico e no Sudeste Asiático. Os cruzadores HMCS Ontario e HMCS Uganda, juntamente com o cruzador mercante armado HMCS Prince Robert foram designados para a Frota do Pacífico Britânica. O HMCS Uganda estava já estava naquele teatro na época. O HMCS Ontario chegou para apoiar as operações do pós-guerra nas Filipinas, Hong Kong e Japão. No entanto, o Uganda foi o único navio da Marinha Real Canadense a participar ativamente dos ataques contra os japoneses enquanto servia na frota do Pacífico Britânico. Várias forças especiais canadenses também serviram no sudeste da Ásia, incluindo a "Sea Reconnaissance Unit", uma equipe de mergulhadores da marinha encarregada de liderar ataques através dos rios da Birmânia.
Alguns marinheiros abordo do HMCS Uganda perceberam que, em comparação com os navios da Marinha dos Estados Unidos, a disciplina era rigorosa e a havia uma incapacidade de se prostar com uma identidade canadense, separada da britânica. Esse feito contribuiu para a falta de moral e ressentimento da tripulação. Em uma tentativa de remediar isso e atento à mudança na política do governo canadense que, a partir de agora, apenas voluntários serviriam no exterior. O comandante do navio, capitão Edmond Rollo Mainguy, convidou membros da tripulação a registrar sua falta de vontade de servir no exterior. Dos 907 tripulantes, 605 o fizeram e retornaram ao Canadá em 7 de maio de 1945.
Essa decisão, que teve impacto legal, foi transmitida ao Canadá e, portanto, ao governo britânico. Reagindo à resposta britânica furiosa, os canadenses concordaram em permanecer na região até serem substituídos. Isso aconteceu em 27 de julho de 1945, quando o HMS Argonaut ingressou na Frota do Pacífico Britânica e o Uganda partiu para Esquimalt, chegando no dia da rendição japonesa.

### Ataques em água canadenses e ao continente

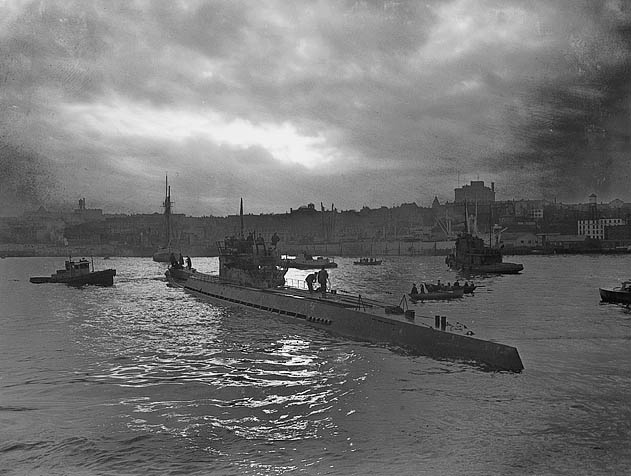
Submarino alemão U-190 na costa da Terra Nova

Os U-boats da Alemanha operaram nas águas do Canadá e da Terra Nova durante a guerra, afundando muitos meios navais, tanto militares e mercantes. Dois ataques significativos ocorreram em 1942, quando submarinos alemães atacaram quatro comboios aliados de minério em Bell Island, Terra Nova. Os comboios SS Saganaga e SS Lord Strathcona foram afundadas pelo U-513 em 5 de setembro de 1942, enquanto o SS Rosecastle e o PLM 27 foram afundadas pelo U-518 em 2 de novembro, com 69 baixas aliadas. Quando o submarino disparou um torpedo no cais de carregamento, Bell Island tornou-se o primeiro local na América do Norte sujeito a ataques diretos das forças alemãs na Segunda Guerra Mundial. U-boats também foram encontrados no rio São Lourenço durante a noite de 14 de outubro de 1942, o ferry boat da Newfoundland Railway e o SS Caribou, foram torpedeados pelo submarino alemão U-69, que afundou no estreito de Cabot com um estrago de 137 baixas. Ambos os lados lutaram para enganar um ao outro e decidir o destino dos navios mercantes no Oceano Atlântico. Vários destroços de submarinos foram encontrados em águas canadenses, alguns até o rio Churchill, em Labrador. A costa canadense do Oceano Pacífico foi atacada pelo submarino japonês I-26, na ilha de Vancouver, em 20 de junho de 1942.
Também foram lançados alguns bombardeios aéreos sob a forma de balões de fogo japoneses no Canadá, alguns atingindo a Colúmbia Britânica e outras províncias ocidentais. Os ataques ocorreram durante o inverno de 1944-1945, e nenhum canadense foi morto. O Exército japonês esperava que, além dos efeitos diretos das explosões, as bombas incendiárias causassem incêndios. Como os balões precisavam ser lançados no inverno, o solo coberto de neve impedia a propagação de incêndios. 57 dispositivos foram encontrados durante a guerra no extremo leste de Manitoba e muitos outros foram sendo descobertos até 2014.

## No Canadá

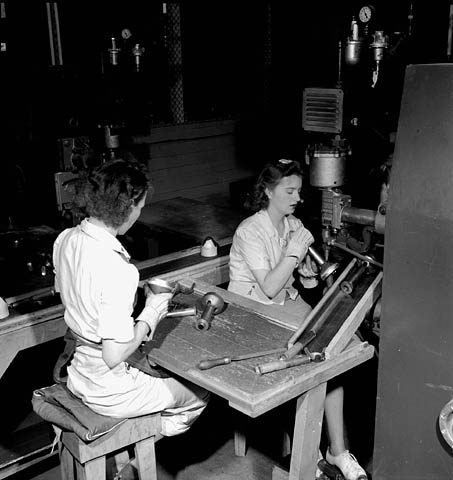
Mulheres canadenses em uma fábrica. As mulheres foram essenciais nas indústrias.

### Produção Industrial
No início da Segunda Guerra Mundial, o Canadá não possuía uma extensa indústria manufatureira além da fabricação de automóveis. No entanto, até o final da guerra, a produção de veículos automotores constituía 20% da produção total industrial do Canadá. O país havia se tornado um dos principais fabricantes de automóveis do mundo na década de 1920, devido à presença de filiais de montadoras americanas em Ontário. Em 1938, a indústria automotiva do Canadá ficou em quarto lugar no mundo na produção de carros, caminhões e ônibus, apesar de grande parte de sua capacidade produtiva permanecer inativa por causa da Grande Depressão. Durante a guerra, essa indústria foi bem utilizada, construindo todo tipo de material de guerra e, principalmente, veículos com rodas, dos quais o Canadá se tornou o segundo maior produtor (depois dos Estados Unidos) durante a guerra. A produção canadense de cerca de 800.000 caminhões e veículos de rodas, por exemplo, excedeu a produção total combinada de caminhões da Alemanha, Itália e Japão. As rivais Ford e General Motors do Canadá reuniram suas equipes de projeto de engenharia para produzir uma série de veículos padronizados, passíveis de produção em massa. O caminhão padrão militar (CMP) é o principal exemplo, servindo em toda a Comunidade Britânica. Com uma produção de cerca de 410.000 unidades, os caminhões CMP foram responsáveis pela maior parte da produção total de caminhões do Canadá;  e aproximadamente metade dos requisitos de transporte do Exército Britânico foram fornecidos por fabricantes canadenses. A História oficial britânica da Segunda Guerra Mundial argumenta que a produção de caminhões leves, incluindo a classe de caminhões CMP, foi a contribuição mais importante do Canadá para a vitória dos Aliados.
O Canadá também produziu seu próprio tanque médio, o Ram. Embora não fosse adequado para o emprego em combate, muitos eram usados para treinamento, e o 1.º Regimento de Transportadores Blindados do Canadá usava versões modificadas do Ram como veículos blindados no noroeste da Europa. Além disso, 1.390 tanques Valentine construídos no Canadá foram enviados para a União Soviética. Aproximadamente 14.000 aeronaves, incluindo os bombardeiros Lancaster e Mosquito, foram construídos no Canadá. Além disso, até o final de 1944, os estaleiros canadenses haviam lançado ao mar muitas embarcações, como destróieres, fragatas, corvetas, e cerca de 345 navios mercantes.

### Mineração

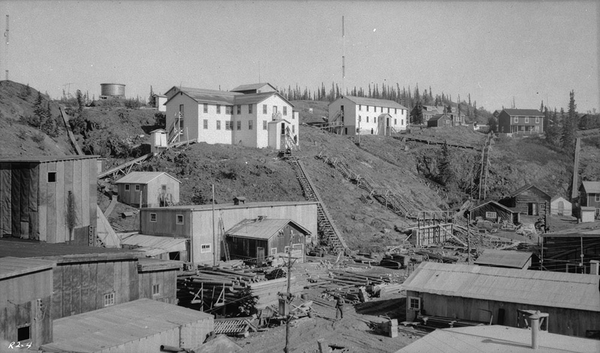
Mina de Eldorado em 1944. Dessa mina foi extraído boa parte do urânio usado no Projeto Manhattan.

Talvez a principal contribuição canadense ao esforço de guerra dos Aliados foi a metalúrgica. Metade do alumínio e 90% do níquel utilizados na indústria de guerra dos aliados foram fornecidos por fontes canadenses durante a guerra. A empresa canadense Eldorado Gold Mines, que produzia urânio como subproduto da produção de ouro e de rádio extraídos de sua mina em Port Radium, nos Territórios do Noroeste, foi recrutada pelo governo canadense para participar do Projeto Manhattan. A refinaria da empresa em Port Hope processou minério de Port Radium e do Congo Belga para produzir grande parte do urânio usado na Bomba Little Boy que foi lançada em Hiroshima.

### Guarda de veteranos do Canadá
Assim como a Guarda Nacional, a Guarda Veterana do Canadá foi formada inicialmente nos primeiros dias da Segunda Guerra Mundial como uma força de defesa em caso de ataque a solo canadense. Composto em grande parte por veteranos da Primeira Guerra Mundial, incluía, em seu auge, 37 regimentos ativos e em reserva, com 451 oficiais e 9.806 tropas. Mais de 17.000 veteranos serviram na força ao longo da guerra. Por pedido dos britânicos, a Guarda serviu na Guiana Britânica e na Terra Nova, e um grupo menor enviado para a Índia. A Guarda dos Veteranos esteve envolvida em um levante de prisioneiros de guerra de três dias em 1942, conhecido como Batalha de Bowmanville. Juntamente com o seu papel de defesa, a Guarda dos Veteranos assumiu a responsabilidade de proteger os campos de internação do Corpo de Reitor do Canadá, que ajudou a libertar canadenses mais jovens para prestar serviços no exterior, saindo do estado de internos. A Guarda Veterana do Canadá foi dissolvida em 1947.

### Crise de conscrição de 1944
A forma como Mackenzie King conduzia a política do país, combinada com um ressentimento militar muito maior em relação a Primeira Guerra Mundial resultou em vários grupos não oficiais de voluntários franco-canadenses. Eles se fizeram presentes no fronte ocidental e no fronte sul, em suas próprias unidades, durante a guerra, destacados por ações na  Batalha de Dieppe (Les Fusiliers Mont-Royal), na Itália (Royal 22e Regiment), nas praias da Normandia (Le Régiment de la Chaudière), na investida na Holanda (Le Régiment de Maisonneuve) e na campanha de bombardeios sobre a Alemanha (esquadrão nº 425 do RCAF).

## Historiografia
O Canadá enviou historiadores treinados para a sede militar canadense no Reino Unido durante a guerra e prestou muita atenção ao relato do conflito, não apenas nas palavras dos historiadores oficiais da Seção Histórica do Exército, mas também através de arte e pintores treinados. A história oficial do exército canadense foi escrita após a guerra, com um esboço provisório publicado em 1948 e três volumes na década de 1950. Da mesma forma como havia sido feito na Primeira Guerra Mundial. Apenas nos anos 80 foram publicados os primeiros trabalhos completos. O desempenho das forças canadenses em algumas batalhas permaneceu controverso, como Hong Kong e Dieppe, e vários livros foram escritos sobre eles sob vários pontos de vista. Historiadores sérios - principalmente estudiosos - surgiram nos anos após a Segunda Guerra Mundial, principalmente Terry Copp (um estudioso) e Denis Whitaker (um ex-soldado).